# Caecum
Caecum är ett släkte av snäckor som beskrevs av Fleming 1813. Caecum ingår i familjen Caecidae.

## Bildgalleri

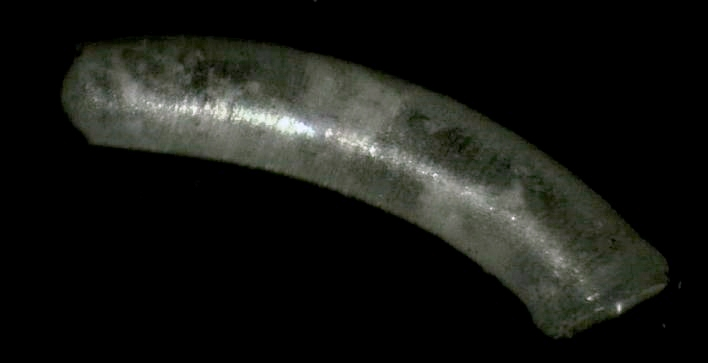
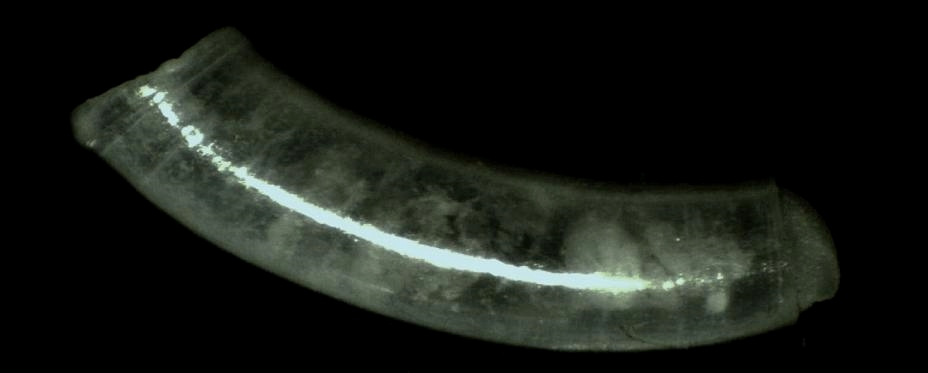

## Dottertaxa tillCaecum, i alfabetisk ordning[1][2]
- Caecum antillarum
- Caecum arcuatum
- Caecum bakeri
- Caecum bipartitum
- Caecum breve
- Caecum californicum
- Caecum carolinianum
- Caecum carpenteri
- Caecum clava
- Caecum condylum
- Caecum cooperi
- Caecum cornucopiae
- Caecum crebricinctum
- Caecum cubitatum
- Caecum cycloferum
- Caecum dalli
- Caecum floridanum
- Caecum glabrum
- Caecum gurgulio
- Caecum heladum
- Caecum hemphilli
- Caecum heptagonum
- Caecum imbricatum
- Caecum imperforatum
- Caecum insularum
- Caecum johnsoni
- Caecum liratocinctum
- Caecum nitidum
- Caecum oahuense
- Caecum occidentale
- Caecum orcutti
- Caecum plicatum
- Caecum profundicolum
- Caecum pulchellum
- Caecum regulare
- Caecum rosanum
- Caecum ryssotitum
- Caecum sepimentum
- Caecum strigosum
- Caecum subvolutum
- Caecum textile
- Caecum tornatum
- Caecum tortile
- Caecum vestitum